# Уряд Польщі
52°12′57″ пн. ш. 21°01′32″ сх. д. / 52.215811176602° пн. ш. 21.025663591086° сх. д.
Рада міністрів Польщі (пол. Rada Ministrów w Polsce) — вищий орган виконавчої влади Польщі.

## Діяльність
Відповідно до Конституції Польщі від 2 квітня 1997 року Рада міністрів складається з прем'єр-міністра і міністрів. Прем'єр-міністр і заступник голови Ради міністрів (віце-прем'єр) також можуть виконувати функції міністра чи голови комітету (ст. 147). Організація та режим роботи Ради міністрів регулюються законом «Про Раду міністрів» від 8 серпня 1996.
Відповідно до Конституції Рада міністрів визначає основні напрями внутрішньої і зовнішньої політики Республіки Польща (стаття 146, п. 1 Конституції) в обсязі й на умовах, зазначених у Конституції та національному законодавстві, зокрема:
- забезпечує виконання законів, видає нормативні акти;
- координує та контролює роботу державних органів;
- захищає інтереси скарбниці, готує проєкт державного бюджету;
- контролює виконання державного бюджету;
- стверджує закриття рахунків держави та доповідає про виконання бюджету;
- забезпечує державну безпеку країни та громадський порядок;
- забезпечує зовнішню безпеку держави;
- здійснює загальне керівництво у сфері відносин з іншими країнами та міжнародними організаціями, укладення міжнародних угод, що потребують ратифікації, а також інших міжнародних угод;
- здійснює загальний контроль у галузі забезпечення оборони країни та щорічно визначає кількість громадян для призову на дійсну військову службу;
- веде інші питання, не віднесені до компетенції інших органів державного та місцевого самоврядування (стаття 146 п. 2 Конституції).

Члени Ради міністрів несуть солідарну відповідальність перед Сеймом за роботу уряду, вони також можуть нести індивідуальну відповідальність за виконання завдань, покладених на них прем'єр-міністром, чи тих, що належать до компетенції своїх міністерств. Порушення закону та злочини, пов'язані з діяльністю міністрів, розглядаються в спеціальному державному суді, який призначається Сеймом.
Рада Міністрів має свої представництва в кожному з 16 воєводств країни.
Нарівні з корпусом державних службовців канцелярія прем'єр-міністра (пол. Kancelaria Prezesa Rady Ministrów) усі міністерства мають політичних радників — команди консультантів, які працюють у кожному міністерстві та розробляють основні принципи політики.

### Урядовий центр законопроєктування
Створений у 2000 році Урядовий центр законопроєктування (пол. Rządowe Centrum Legislacji), виконує функцію єдиного центру законопроєктування у Польщі. Для відбору працівників (у центрі працюють понад 100 юристів-нормопроєктувальників) встановлені спеціальні вимоги: законопроєктувальником може стати лише особа, яка працює в органах влади і пройшла спеціальну річну підготовку.
У межах законопідготовчої діяльності профільне міністерство розробляє концепцію майбутнього закону та з метою позитивного сприйняття депутатами законодавчої ініціативи уряду скеровує її до парламенту. Отримавши схвальний відгук на концепцію. Урядовий центр законопроєктування починає роботу над створенням проєкту акта. Левова частка законопроєктів надходить до Парламенту від уряду.

## Голова уряду
- Прем'єр-міністр — Дональд Туск ( пол.Donald  Tusk).
- Віце-прем'єр-міністр — Владислав Косіняк-Камиш (пол. Piotr Gliński).
- Віце-прем'єр-міністр — Беата Шидло (пол. Beata Szydło).
- Віце-прем'єр-міністр — Ярослав Ґовін (пол. Jarosław Gowin).

## Кабінет міністрів
Склад чинного уряду подано станом на 13 грудня 2023 року.
| - Громадянська коаліція (PO) | 12 |
| - PSL                        | 4  |
| - Лівиця (TL)                | 2  |
| - Незалежні                  | 5  |

| Логотип                               | Міністерство                                                                                              | Міністр                                      | Фото         | Час на посаді  | Час на посаді  | Партія     | Партія       | Вебсайт                                         |
| ------------------------------------- | --- | -------------------------------------------- | ------------ | -------------- | -------------- | ---------- | ------------ | ----------------------------------------------- |
|                                       | Міністерство внутрішніх справ та управління (Ministerstwo Spraw Wewnętrznych i Administracji)             | Томаш Семоняк (Tomasz Siemoniak)             |              | 11 травня 2024 | —              |            | PO           |                                                 |
|                                       | Міністерство клімату і навколишнбого середовища (Ministerstwo Klimatu i Środowiska)                       | Пауліна Хенніг-Клоска (Henryk Kowalczyk)     |              | 13 грудня 2023 | —              |            | PL2050       |                                                 |
|                                       | Міністерство енергетики (Ministerstwo Energii)                                                            | Кшиштоф Тхожевський (Krzysztof Tchorzewski)  |              | 11 грудня 2017 | —              |            | PiS          | [Архівовано 8 січня 2018 у Wayback Machine.]    |
|                                       | Міністерство закордонних справ (Ministerstwo Spraw Zagranicznych)                                         | Радослав Сікорський (Radoslaw Czaputowicz)   |              | 13 грудня 2023 | —              |            | PO           |                                                 |
|                                       | Міністерство інвестицій і розвитку (Ministerstwo Inwestycji i Rozwoju)                                    | Єжи Квічинський (Jerzy Kwieciński)           |              | 9 січня 2018   | —              |            | незалежний   | [ ]                                             |
|                                       | Міністерство інфраструктури (Ministerstwo Infrastruktury)                                                 | Даріуш Клімчак (Andrzej Adamczyk)            |              | 13 грудня 2023 | —              |            | PSL          |                                                 |
|                                       | Міністерство культури та національної спадщини (Ministerstwo Kultury i Dziedzictwa Narodowego)            | Бартоломей Сенкевич (Bartłomiej Sienkiewicz) |              | 13 грудня 2023 | —              |            | PO           | [Архівовано 10 січня 2018 у Wayback Machine.]   |
|                                       | Міністерство морської економіки та внутрішніх водних шляхів сполучення (Ministerstwo Gospodarki Morskiej) | Марек Гробарчик (Marek Grobarczyk)           |              | 11 грудня 2017 | 9 січня 2018   |            | PiS          |                                                 |
|                                       | Міністерство науки і вищої освіти (Ministerstwo Nauki i Szkolnictwa Wyższego)                             | Ярослав Говін (Jaroslaw Gowin)               |              | 11 грудня 2017 | —              |            | Porozumienie |                                                 |
|                                       | Міністерство оборони (Ministerstwo Obrony Narodowej)                                                      | Владислав Косіняк-Камиш (Mariusz Blaszczak)  |              | 13 грудня 2023 | —              |            | PSL          |                                                 |
|                                       | Міністерство освіти (Ministerstwo Edukacji Narodowej)                                                     | Барбара Новацька (Barbara Nowacka)           |              | 12 грудня 2023 | —              |            | PO           | [Архівовано 11 січня 2018 у Wayback Machine.]   |
|                                       | Міністерство охорони здоров'я (Ministerstwo Zdrowia)                                                      | Константин Радзивіл (Konstanty Radziwill)    |              | 11 грудня 2017 | 9 січня 2018   |            | PiS          | [Архівовано 16 січня 2018 у Wayback Machine.]   |
| Лукаш Шимоновський (Łukasz Szumowski) | Міністерство охорони здоров'я (Ministerstwo Zdrowia)                                                      |                                              | 9 січня 2018 | —              |                | незалежний |              | [Архівовано 16 січня 2018 у Wayback Machine.]   |
|                                       | Міністерство підприємництва і технологій (Ministerstwo Przedsiębiorczości i Technologii)                  | Ядвіга Емілевич (Jadwiga Emilewicz)          |              | 9 січня 2018   | —              |            | Porozumienie | [ ]                                             |
|                                       | Міністерство цифровізації (Ministerstwo Cyfryzacji)                                                       | Анна Стрежинська (Anna Strezynska)           |              | 11 грудня 2017 | —              |            | незалежна    | [Архівовано 19 вересня 2017 у Wayback Machine.] |
|                                       | Міністерство розвитку (Ministerstwo Rozwoju)                                                              | Матеуш Моравецький (Mateusz Morawiecki)      |              | 11 грудня 2017 | 9 січня 2018   |            | PiS          | [Архівовано 11 січня 2018 у Wayback Machine.]   |
|                                       | Міністерство спорту і туризму (Ministerstwo Sportu i Turystyki)                                           | Славомір Нітрас (Sławomir Nitras)            |              | 11 грудня 2017 | —              |            | PO           | [Архівовано 28 травня 2017 у Wayback Machine.]  |
|                                       | Міністерство сільського господарства і розвитку села (Ministerstwo Rolnictwa i Rozwoju Wsi)               | Кшиштоф Юргель (Krzysztof Jurgiel)           |              | 11 грудня 2017 | —              |            | PiS          | [Архівовано 15 січня 2018 у Wayback Machine.]   |
|                                       | Міністерство сім'ї, праці та соціальної політики (Ministerstwo Rodziny, Pracy i Polityki Społecznej)      | Агнешка Дзєм'янович-Бонк (Elzbieta Rafalska) |              | 13 грудня 2023 | —              |            | TL           |                                                 |
|                                       | Міністерство фінансів (Ministerstwo Finansów)                                                             | Матеуш Моравецький (Mateusz Morawiecki)      |              | 11 грудня 2017 | 9 січня 2018   |            | PiS          | [Архівовано 20 вересня 2012 у Wayback Machine.] |
| Тереза Червінська (Teresa Czerwińska) | Міністерство фінансів (Ministerstwo Finansów)                                                             |                                              | 9 січня 2018 | —              |                | незалежна  |              | [Архівовано 20 вересня 2012 у Wayback Machine.] |
|                                       | Міністерство юстиції (Ministerstwo Sprawiedliwości)                                                       | Адам Боднар (Adam Bodnar)                    |              | 13 грудня 2023 | —              |            | PO           | [Архівовано 3 квітня 2015 у Wayback Machine.]   |
|                                       | Міністр без портфеля (Minister bez teki)                                                                  | Маріуш Камінський (Mariusz Kamiński)         |              | 11 грудня 2017 | —              |            | PiS          |                                                 |
|                                       | Міністр без портфеля (Minister bez teki)                                                                  | Еліжбета Вітекова (Elżbieta Witeková)        |              | 11 грудня 2017 | 18 грудня 2017 |            | PiS          |                                                 |
|                                       | Голова Офісу прем'єр-міністра (Kancelaria Prezesa Rady Ministrów)                                         | Беата Кемпа (Beata Kempa)                    |              | 11 грудня 2017 | —              |            | PO           | [Архівовано 31 жовтня 2020 у Wayback Machine.]  |

## Історія

### Другий уряд Дональда Туска (2011—2014)
9 жовтня 2011 відбулися чергові парламентські вибори. 8 листопада у Варшаві пройшло перше засідання парламенту Польщі нового скликання. Чинний прем'єр Дональд Туск згідно з конституцією подав у відставку на першому засіданні Сейму. У той же день президент Броніслав Коморовський в президентському палаці прийняв відставку прем'єра і членів його кабінету, після чого офіційно доручив Туску, як лідерові партії «Громадянська платформа», яка перемогла на парламентських виборах, місію з формування нового уряду Польщі. 18 листопада Президент Польщі привів до присяги новий уряд країни Дональда Туска і вручив укази про призначення членів уряду. Другий уряд Дональда Туска був коаліційним, до нього увійшли представники партії «Громадянська платформа» і Польської селянської партії (лідер — Вальдемар Павляк), а також шість безпартійних міністрів.

### Уряд Беати Шидло (2015—2017)
Після парламентських виборів 13 листопада 2015 року президент Анджей Дуда призначив представницю парламентської політичної партії Право і справедливість (PiS) Беату Шидло прем'єр-міністром країни, доручивши їй сформувати новий склад уряду. Згідно з Конституцією Польщі, новий уряд повинен отримати вотум довіри з боку Сейму. 16 листопада 2015 року новий уряд було приведено до присяги.

### Польською
- Lech Garlicki. Polskie prawo konstytucyjne. Zarys wykładu. — Warszawa, 2005. — С. 289—318. — ISBN 83-7206-122-X.
- Bogusław Banaszak. Egzekutywa w Polsce — stan obecny i uwagi de lege fundamentali ferenda // Przegląd Sejmowy. — Warszawa, 2006. — № 3. — С. 9–27. Архівовано з джерела 28 лютого 2012. Процитовано 11 січня 2018.
- Paweł Sarnecki. Prawo konstytucyjne RP. —  : Warszawa, 2005. — С. 293—340. — ISBN 83-7387-568-9.